# 埃斯特万·马丁内斯
埃斯特万·马丁内斯（西班牙語：Esteban Martínez，1961年9月25日—），阿根廷男子排球、沙滩排球运动员。他曾代表阿根廷参加1984年、1988年、1996年和2000年夏季奥林匹克运动会，其中1988年奥运会获得一枚铜牌。